# Вознесеновский район (Запорожье)

Районы города: 1. Александровский 2. Заводский 3. Коммунарский 4. Днепровский 5. Вознесеновский 6. Хортицкий 7. Шевченковский

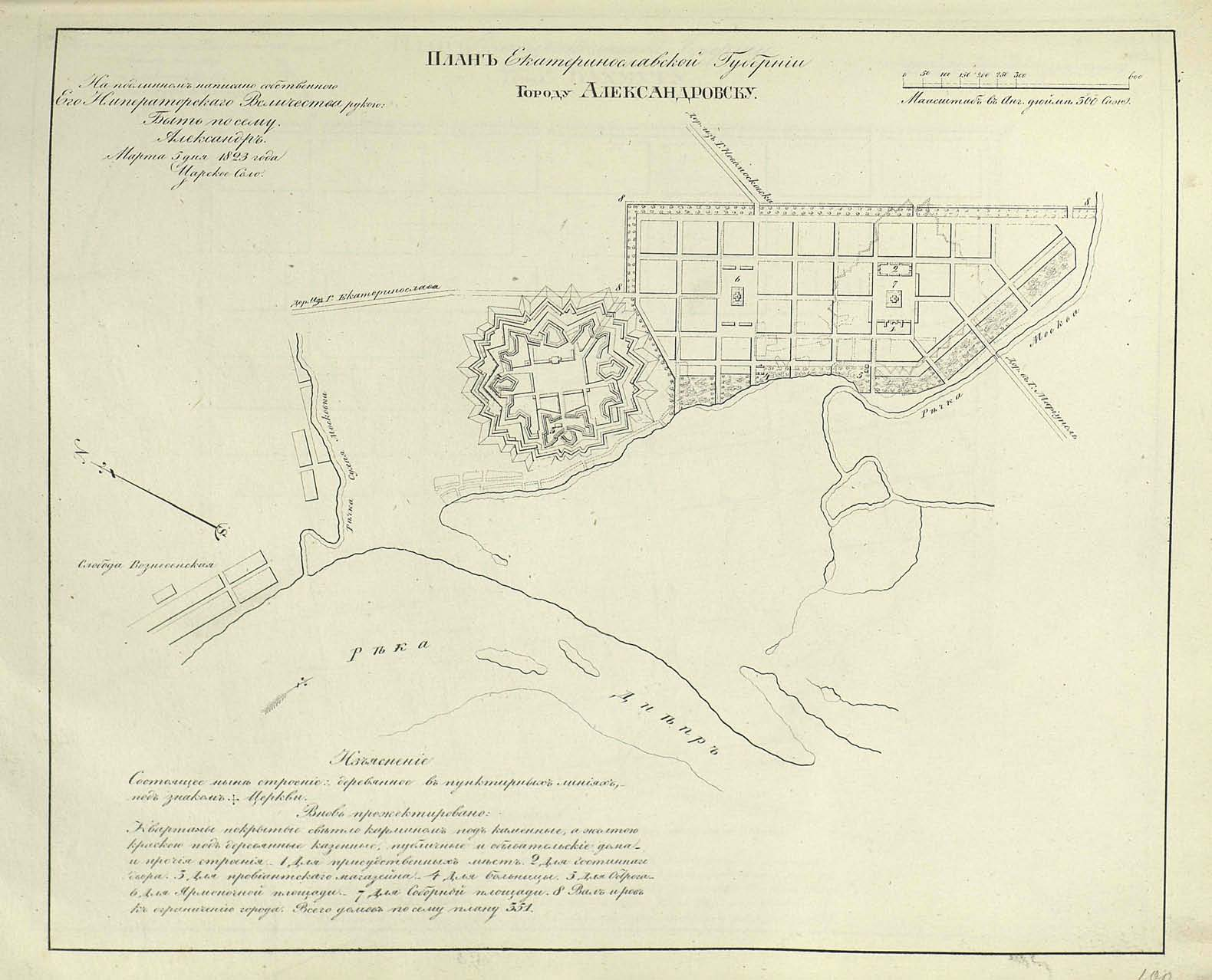
Слобода Вознесенская на плане Александровска, 1823 года с крепостью в центре. Лист из «Книги чертежей и рисунков» — приложения к Полному собранию законов Российской империи

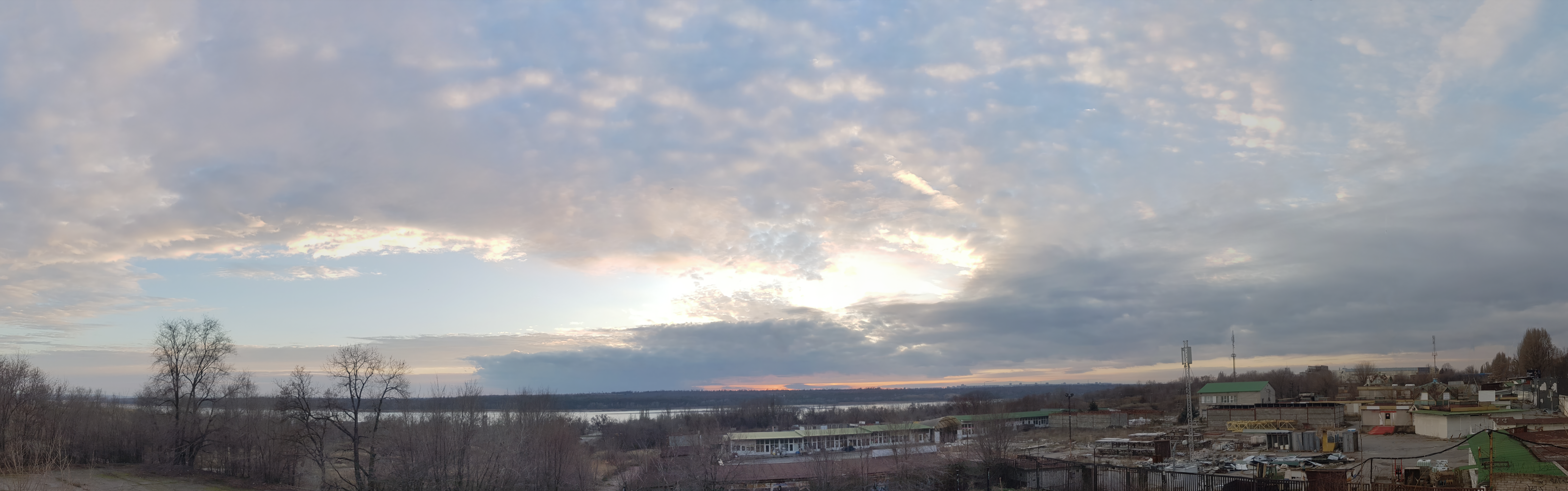
Вознесеновский рынок

Вознесе́новский райо́н (укр. Вознесе́нівський райо́н, до 2016 года — Орджоникидзевский) — административный район города Запорожье.
Общая площадь района 50,78 км2. Район занимает центральную часть города. На его территории находятся органы власти Запорожья, большое количество предприятий (в том числе развитая сеть предприятий сферы обслуживания) и учреждений, а также крупные жилые массивы.
Через территорию района проходит интенсивное движение транспорта в сторону Коммунарского, Шевченковского, Александровского, Днепровского и Хортицкого районов.

## Население
На 1 мая 2012 года в районе проживало 101 915 человек, постоянно — 98 613 человек.
| Год                    | 1959    | 1970    | 1979    | 2001  | 2010    | 2011    | 2012    | 2014  |
| ---------------------- | ------- | ------- | ------- | ----- | ------- | ------- | ------- | ----- |
| Численность, тыс. чел. | 156,617 | 170,418 | 152,514 | 106,3 | 102,794 | 102,267 | 101,915 | 102,4 |

### Языковой состав
Родной язык населения по данным переписи 2001 года:
| Язык       | Численность, чел. | Доля     |
| ---------- | ----------------- | -------- |
| Украинский | 38 606            | 37,52 %  |
| Русский    | 62 024            | 60,29 %  |
| Другое     | 2 251             | 2,19 %   |
| Итого      | 102 881           | 100,00 % |

## История района
В древности на территории современного района от переправы Кичкас шёл Мариупольский шлях и была расположена слобода Вознесенская, которая заселялась отставными солдатами и их семьями, отслужившими в Александровской крепости и не захотевшими селиться в посаде возле крепости. Название слободе дала церковь Вознесения.
Казак Иван Нескреба «со товарищи» Летючим, Гайдуком, Кошеницей, Зозулей, Хозой основали рыбачью слободу Нескребивку, которая называлась вначале также Подгородней (Александровской) слободой. В 1795 году она получила официальное название «войсковой слободы Вознесенка».
В 1858 году известный краевед Александр Афанасьев-Чужбинский в путевых заметках «Поездка на Днепровские пороги и Запорожье» отмечал: «Село Вознесенское довольно многолюдно; жители его занимаются преимущественно хлебопашеством; рыболовство ограничивается самым небольшим числом рыбаков, промышляющих рыбой почти только для домашнего обихода. В этом селении замечателен казённый центральный хлебный магазин, корпуса которого издали придают Вознесенскому вид городка, раскинутого на полугорке».
Под казённым хлебным магазином подразумевался амбар для хранения зерна. В то время в устье реки Мокрая Московка (нынешняя окраина парка Дубовая роща) существовал зерновой причал, откуда хлеб отправляли во многие уголки Российской империи и даже за рубеж.
Во «владенной записи» села Вознесенка 1886 года записано «мужского пола душ крестьян 1221». Во владении селян более 9 тыс. га земли. Кроме того, в распоряжение селян на левом берегу Днепра передали 292 десятины леса со строжайшим запретом его порубки (сегодня от этого леса ничего не осталось).
Вознесенку и город Александровск связывал мостовой переход через реку Сухая Московка и Капустяный овраг длиной около 90 метров. Мост содержали «на паях» крестьяне Вознесенки и горожане. Чтобы предотвратить разрушение моста при весеннем половодье, на реке стояли «сторожа» — ледорезы.
Д. И. Яворницкий писал в 1888 году: «Вознесенка тянется вдоль линии Днепра на 2-3 версты по каменисто-песчаному взгорью. В Вознесенке есть волость, церковь, школа»
В 1843 году в Вознесенке побывал Тарас Шевченко, путешествовавший по Украине. Поэт перед посещением Хортицы переночевал под грушей в семье Прокопа Булата, казацкого рода. Сегодня возле Набережной растет памятник природы Тарасова груша, свидетельница пребывания Шевченко..

### Вознесенская церковь
К началу XIX века деревянная воинская церковь Александра Невского обветшала. Вместо неё была построена церковь Вознесения господнего в Вознесенке. В новой церкви службы начали править в январе 1823 году. Для строительства была выбрана одна из самых высоких точек — Вознесенская гора около современного дома по адресу бульвар Центральный, дом № 22. Рядом с церковью было кладбище. Прихожанами церкви были казаки и военные поселяне и государственные крестьяне. К приходу церкви кроме Вознесенки относились помещичья деревня Маркусова и деревня Павло-Кичкас (впоследствии обе объединились в деревню Павло-Кичкас). Церковь была снесена в 1950-х годах, когда город стал стремительно расширяться.

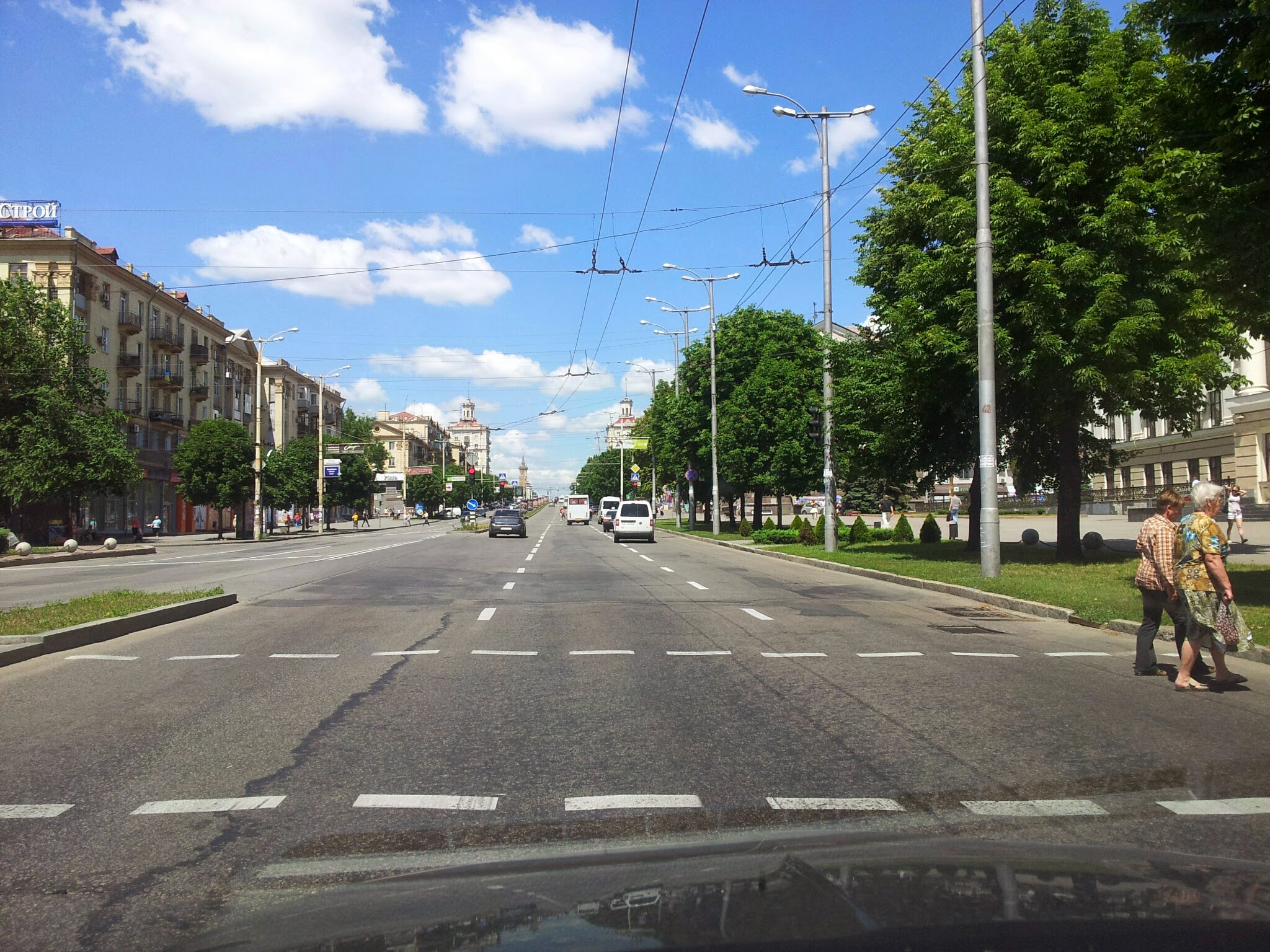
Соборный проспект

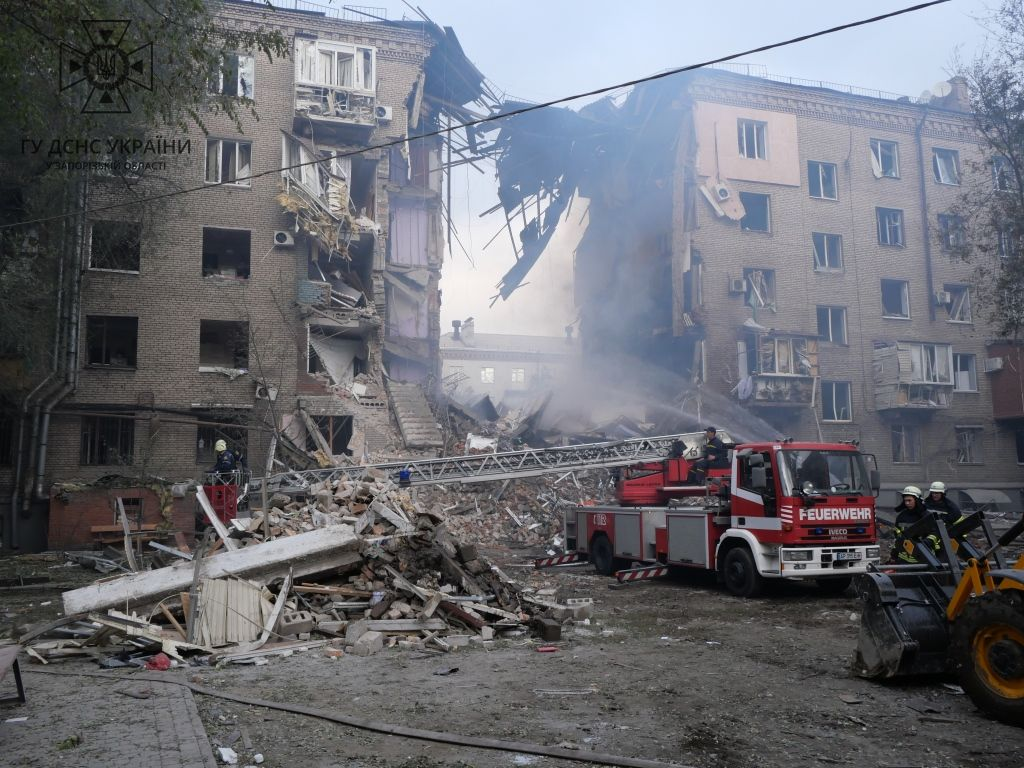
Жилой дом (улица Якова Новицкого, 3) после российского обстрела Украины в ночь на 10 октября 2022 года

## Застройка 1950-х годов
Вознесенка разделила город на две части: Александровск и Соцгород. После второй мировой войны село начало стремительно исчезать с карты Запорожья.
В 1950 году поточным методом по улице Победы возводят двухэтажные дома. Каждые 12 дней каменщики переходят на следующее здание: дом строят за 42 дня. Авторы идеи скоростного метода — управляющий трестом «Запорожстрой» Вениамин Дымшиц, инженер Филиппов, глава строительства Бабаев, начальники стройуправлений Гурович и Подлепа — получили Сталинскую премию.
До середины 1950-х годов на Вознесенке возводились т. н. «сталинские» дома. Сегодня они определяют облик Запорожья на центральном проспекте и околицах от Фестивальной площади до улицы 12 Апреля. В 1955 году ЦК КПСС запретил «излишества» в архитектуре. На смену «сталинкам» пришли «хрущёвки». Первые типовые жилые здания из кирпича появились в Вознесенке в 1958 году — на нынешней улице Яценко возле «красной воды». Решив в большой мере проблему расселения нуждающихся в жилье, «хрущевки» на долгие годы исключили из градостроительства эстетическое начало.

## Российская агрессия
Во время вторжения российских войск в Украину Вознесеновский район, как и весь город Запорожье, подвергался обстрелам вооружёнными силами России.

## Парки и скверы
В Вознесеновском районе расположено 5 парков и 11 скверов.
- Аллея боевой славы, заложенная в 1965 году на месте балки[15]. Является одним из любимых мест отдыха горожан.
- Аллея роз, ведущая от Патриотической улицы к улице Победы. Реконструкция была завершена осенью 2018 года[16].

- Парк им. Пушкина (11,2 га) являвшийся образцовым в советское время, по состоянию на 2010 г. представлял собой полнейшие руины[17].
- Парк Победы был спроектирован в 1979 году, а затем долгие годы находился в заброшенном состоянии. Ежегодно накануне Дня Победы молодёжь и ветераны приводили парк в порядок. В год празднования 66-й годовщины Победы решением городской власти в парке была проведена первая очередь реконструкции в соответствии с первоначальным проектом. За полтора месяца здесь вырубили сухостой и посадили новые деревья, кустарники, более 1000 цветов-многолетников. Восстановили озеро и укрепили береговую линию, разбили зелёные зоны отдыха, установили скамейки, новое освещение. Вход в парк украшают светодиодные растяжки с названием парка и рядом сформирована большая клумба, где цветами выложено название парка. Военно-патриотическое наполнение парка подчёркивает стела с орденом Победы[18].
- Вознесеновский парк (4,5 га) является отрадой для горожан, здесь появились мост с беседкой через пруд, фонтан в виде колодца с ведром и аллея молодожёнов[17].
- Парк Трудовой славы (1,9 га), обустройство которого было начато в 1973 с дубовой аллеи. Вблизи проспекта Соборного расположены памятники Леониду Жаботинскому и Якову Пункину, памятник воинам-афганцам. В самом парке есть аллея кованых картин и аллея выпускников, большая детская площадка и аллея почётных граждан города. По состоянию на 2021 год парк частично реконструирован[19].
- Парк вблизи Фестивальной площади. По состоянию на 2019 год находился в неудовлетворительном состоянии, как и сама площадь. В 2021 году был презентован проект реконструкции[20].
- Парк Яланского, в котором из-за планируемой постройки торгового центра в 2018 году были вырублены зелёные насаждения[21].
- Площадь Маяковского, реконструкция которой была проведена в 2004 году. В центре площади расположен Фонтан жизни, а ближе к улице Независимой Украины расположен сквер. В советское время на этом месте предлагали построить театр[22]. С 2015 по 2019 год проводилась поэтапная реконструкция аллеи по проспекту Маяковского в направлении Вознесеновского парка[23].
- Сквер на бульваре Шевченко с рядом фонтанов и местами для отдыха.

## Руководители районной администрации
- Николай Жигунов (07.07.2003 — 14.12.2004)[24][25]
- Ольга Касьян (14.12.2004 — март 2011)[25][26]
- Зоя Лымарчук (март 2011—10.10.2011, с 23.04.2012)[27][28]
- Звегинцев Андрей Викторович (с 29.01.2016 по 06.05.2021)[1]
- Лысенко Виталий Владимирович (с 06.05.2021)[29]